# Horní Štěpánov
Horní Štěpánov (in tedesco Stefansdorf) è un comune della Repubblica Ceca facente parte del distretto di Prostějov, nella regione di Olomouc.